# SN 1998bm
SN 1998bm – supernowa typu II odkryta 21 kwietnia 1998 roku w galaktyce IC2458. W momencie odkrycia miała maksymalną jasność 17,60m.